# Stedelijk Museum Amsterdam
Le Stedelijk Museum Amsterdam (ou Het Stedelijk) est une fondation d'art moderne et d'art contemporain de la capitale néerlandaise Amsterdam. Il est situé près du Rijksmuseum, du musée Van Gogh et du Concertgebouw, dans le quartier d'Amsterdam Oud-Zuid.
La collection comprend principalement des œuvres d'art moderne et contemporain et de design datant du début du XXe siècle à nos jours, parmi lesquels figurent des œuvres de Vincent van Gogh, Wassily Kandinsky, Piet Mondrian, Ernst Ludwig Kirchner, Marc Chagall, Henri Matisse, Jackson Pollock, Karel Appel, Andy Warhol, Willem de Kooning, Armando Reverón, Marlene Dumas, Lucio Fontana, et Gilbert & George.

## Historique

### Création
Le musée a été fondé en 1874 par un groupe de personnes de la ville qui donnèrent des fonds et des pièces de leurs collections pour créer une institution dédiée spécialement à l'art moderne. D'abord hébergée au Rijkmuseum, elle fut transférée ensuite dans son propre site en 1895.

### Bâtiment Weissman

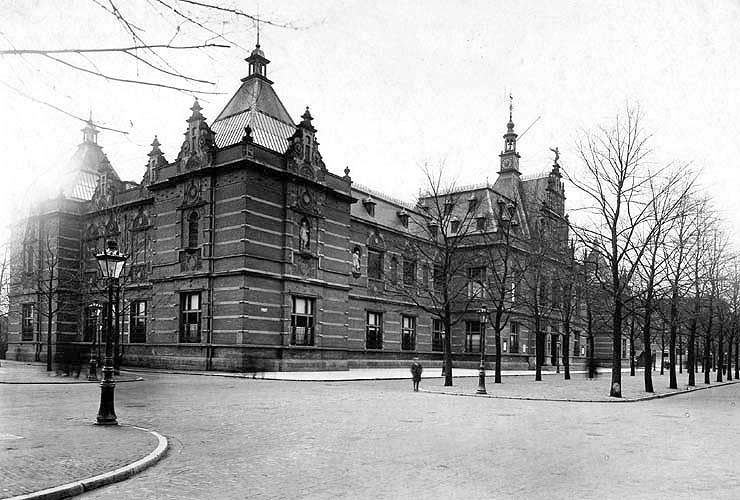
Le premier bâtiment ouvert en 1895.

L'architecte hollandais Adriaan Willem Weissman (nl) a conçu le bâtiment originel du musée. L'association de la pierre blanche et de la brique rouge évoque le style hollandais de la Renaissance du XVIe siècle. En 1938, le directeur Willem Sandberg a fait peindre les murs intérieurs en blanc, créant des espaces d'exposition à l'apparence de cubes blancs.
Quelques années plus tard, en 1954, Sandberg eut l'opportunité de faire construire une extension, bientôt connue comme "l'aile Sandberg". Il a également fait remplacer les lourdes portes de l'entrée principale par une porte en verre.
Par manque d'entretien et absence d'installations modernes, le bâtiment a été jugé obsolète face aux standards modernes. De plus, l'espace fut rapidement insuffisant pour exposer de façon permanente les collections en forte augmentation.
En 1993, une fuite du toit a endommagé plusieurs peintures de grand format, dont des œuvres d'Ellsworth Kelly et Julian Schnabel. Au début des années 90, un premier concours pour la rénovation du musée a vu la victoire de Robert Venturi face aux architectes Rem Koolhaas, Wim Quist (nl) et Carel Weeber (nl). En 1996, Venturi a été remplacé par Álvaro Siza Vieira.

### Modernisation et agrandissement
Forcé de fermer ses portes en janvier 2004 par manquement aux normes de sécurité, le musée a été temporairement accueilli au sein d'une tour près de la gare centrale entre 2003 et 2008, avant que cette tour ne soit détruite.
Le musée a rouvert ses portes en septembre 2012 dans l’ancien bâtiment auquel a été ajoutée une extension contemporaine réalisée par le cabinet d'architectes Benthem Crouwel.

## Les collections

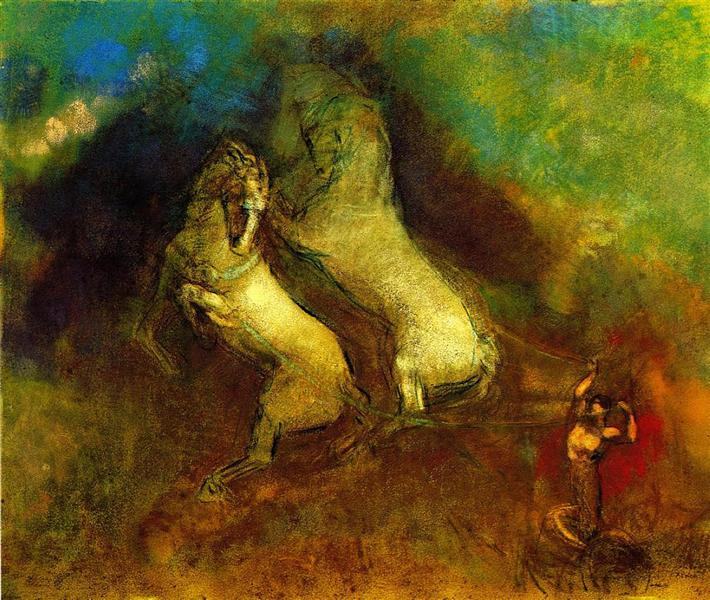
Le Char d'Apollon (1905-1912), Odilon Redon.

La collection du musée est riche d'environ 90 000 objets, collectés depuis 1874. Avec des œuvres importantes représentatives des mouvements De Stijl, Bauhaus, Pop Art et CoBrA et, plus récemment, impressionniste, la collection représente une grande partie des mouvements majeurs des XXe siècle et XXIe siècle.
Des œuvres notables des post-impressionnistes Paul Cézanne et Vincent van Gogh ou des symbolistes tel qu'Odilon Redon témoignent de l'art de la fin du XIXe siècle et du début du XXe siècle.
Les collections du musée contiennent entre autres un grand nombre de dessins et de peintures de Kasimir Malevitch et une œuvre majeure du sculpteur Julio González, La Montserrat (1937). Martial Raysse est représenté par Peinture à haute tension (1965).

## Les conservateurs
- Jan Eduard van Someren Brand 1895 - 1906
- Cornelis Baard 1906 - 1936
- David Roëll 1936 - 1945
- Willem Sandberg 1945 - 1963
- Edy de Wilde 1963 - 1985
- Wim Beeren 1985 - 1993
- Rudi Fuchs 1993 - 2003
- Hans van Beers (a.i.) 2003 - 2005
- Gijs van Tuyl 2005 - 2009
- Ann Goldstein 2010 - 2013
- Karin van Gilst (depuis 2013, directrice exécutive)
- Beatrix Ruf (novembre 2014 – octobre 2017, directrice artistique)[6]

## Identité visuelle
En 1963, Wim Crouwel et son entreprise, Total Design, ont commencé à travailler pour le musée Stedelijk sous la direction d'Eduard de Wilde. Crouwel a conçu des catalogues, des cartons d'invitations, des affiches, et des brochures en utilisant une grille homogène. Il souhaitait standardiser la typographie avec une police de caractères d'une hauteur équivalente à la largeur. Ce style devint célèbre sous le nom de SM-design.
Armand Mevis et Linda van Deursen ont repensé le logo et l'identité visuelle du musée en 2012, progressivement dévoilés pour la réouverture du 23 septembre 2012. Mevis et van Deursen avait déjà conçu une nouvelle identité graphique pour le programme temporaire du Stedelijk entre 2010 et 2012. Le nouveau logo est un grand S sans-serif composé des lettres du nom du musée en majuscules. La police utilisée est l'Union, un hybride des polices Helvetica et Arial, créée par le typographe Radim Peöko en 2009. Cette police de caractères est présente dans tous les panneaux intérieurs et extérieurs ainsi que dans les brochures et les publications. Cette nouvelle identité visuelle a d'abord été contestée par l'oblitération du travail de Wim Crouwel, très admiré et influent.

## Galerie d’œuvres du musée

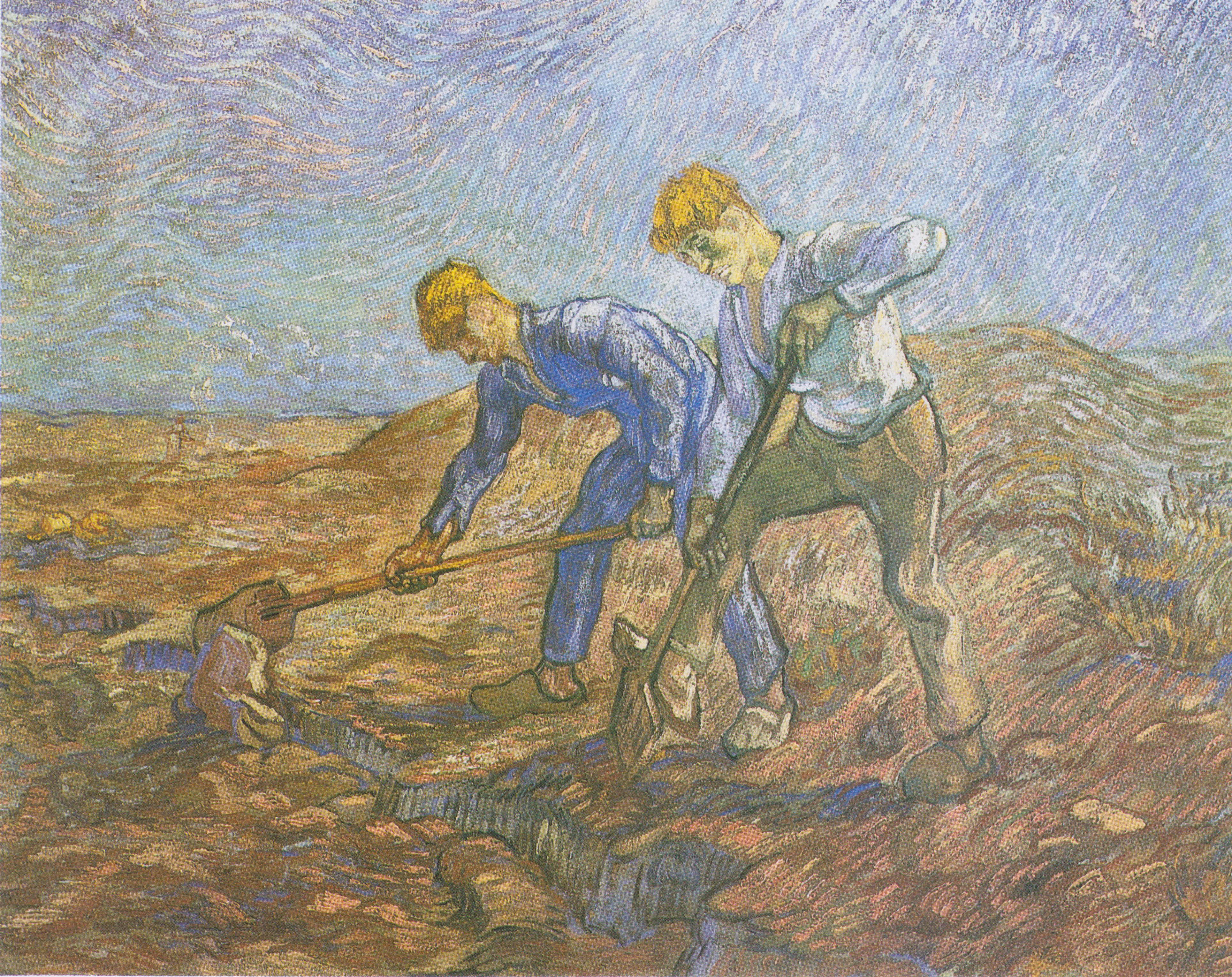
Vincent van Gogh Deux fermiers bêchant la terre (d'après Millet) (1889)
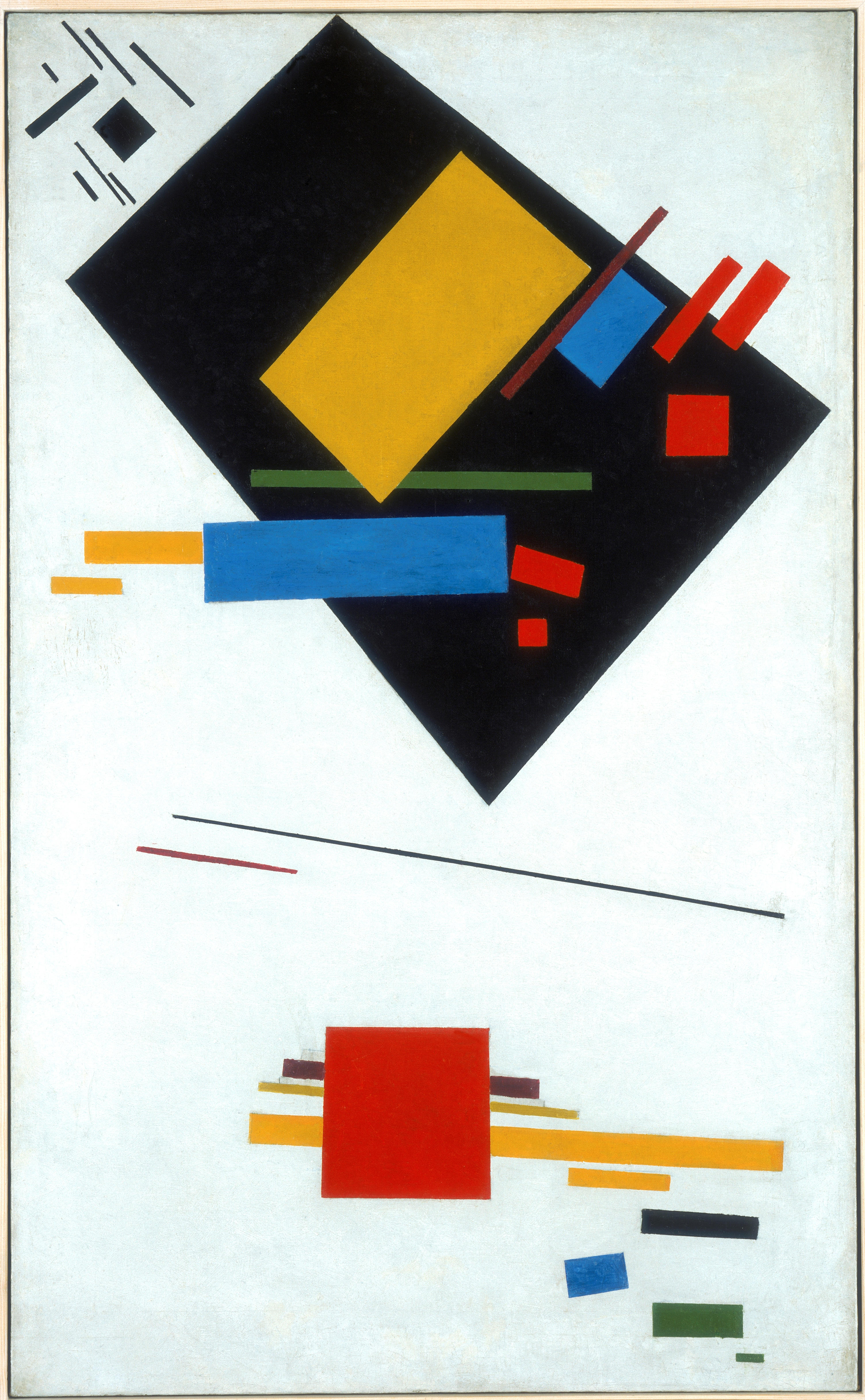
Kasimir Malevitch Peinture suprématiste (avec un trapèze noir et un carré rouge)
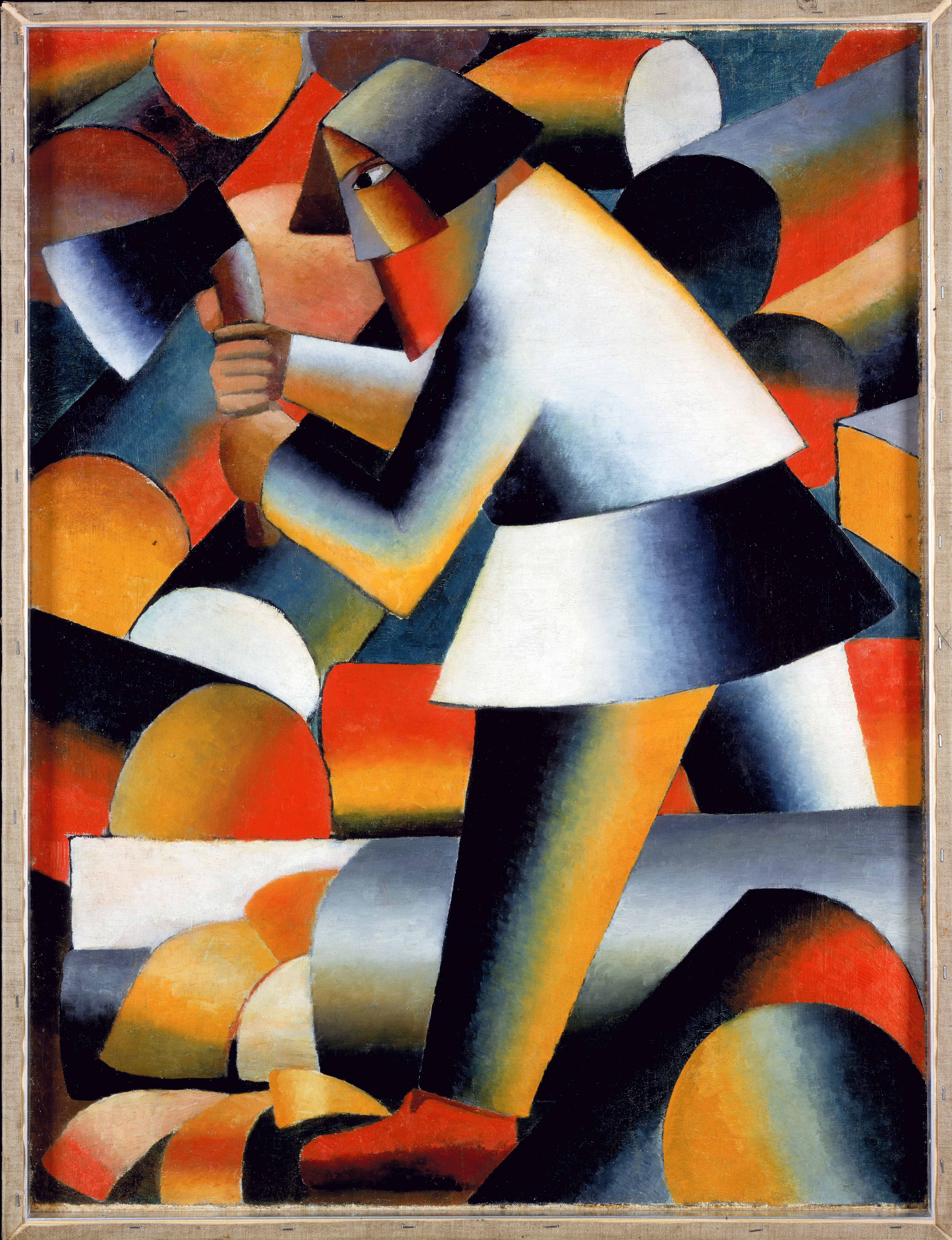
Kasimir Malevitch Le Bûcheron (1912-1913)
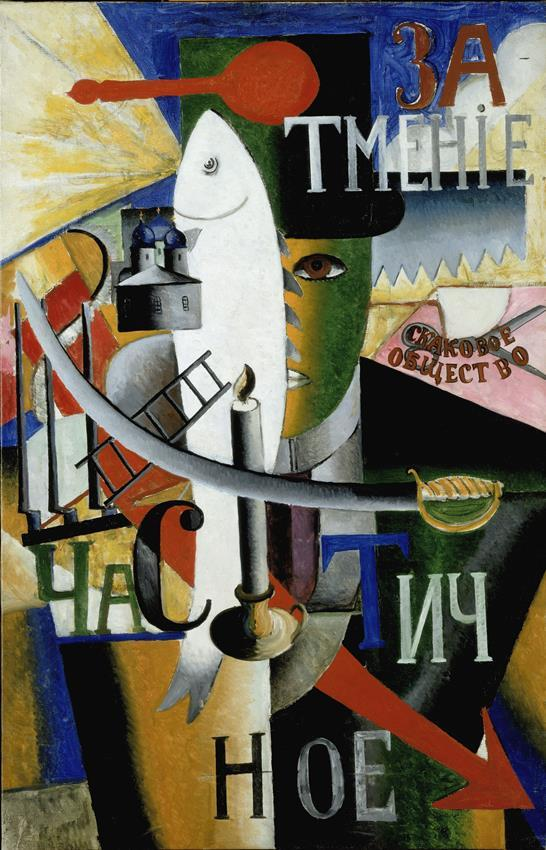
Kasimir Malevitch Un Anglais à Moscou (1914)
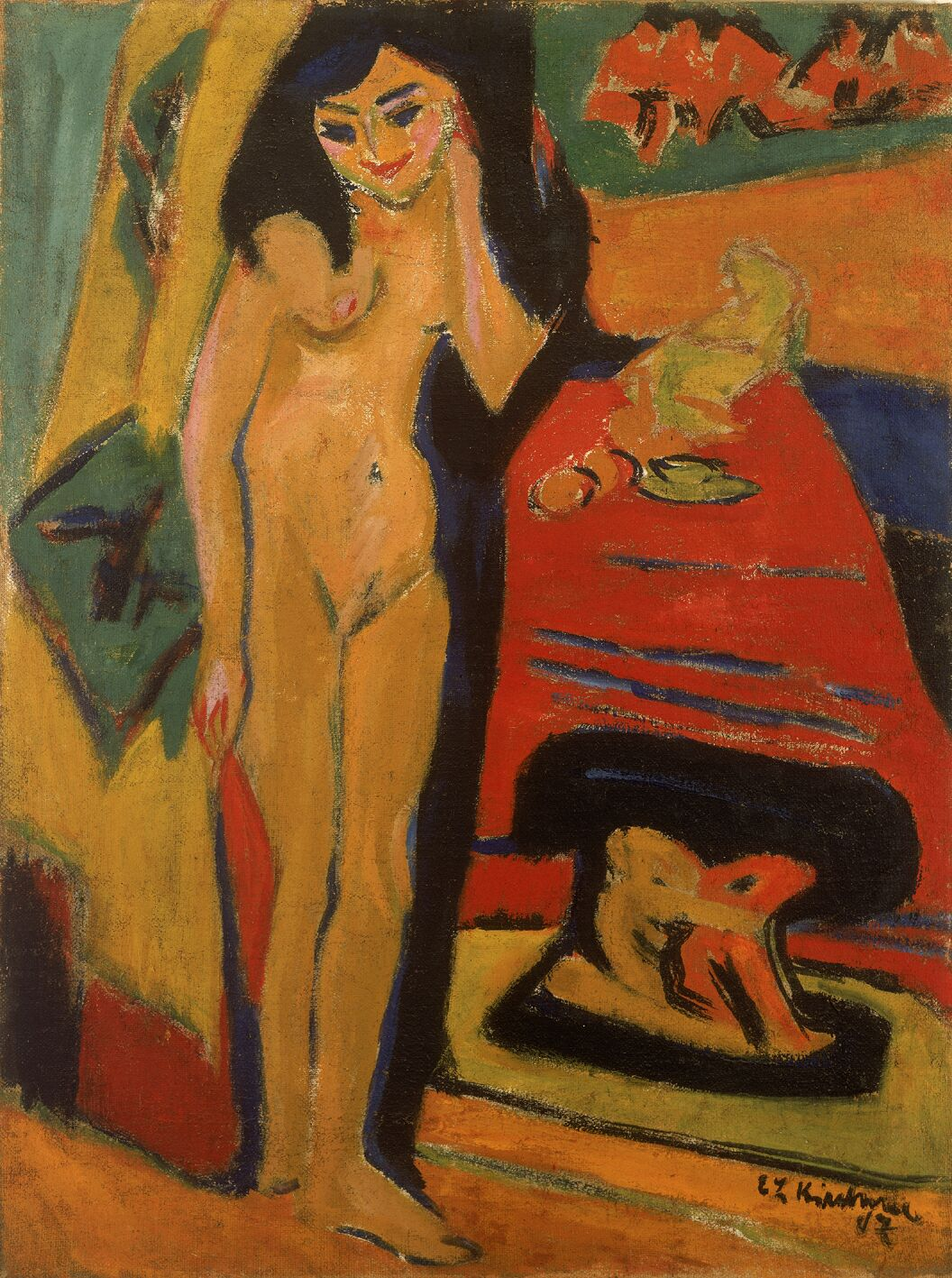
Ernst Ludwig Kirchner Femme nue (1910-1926)
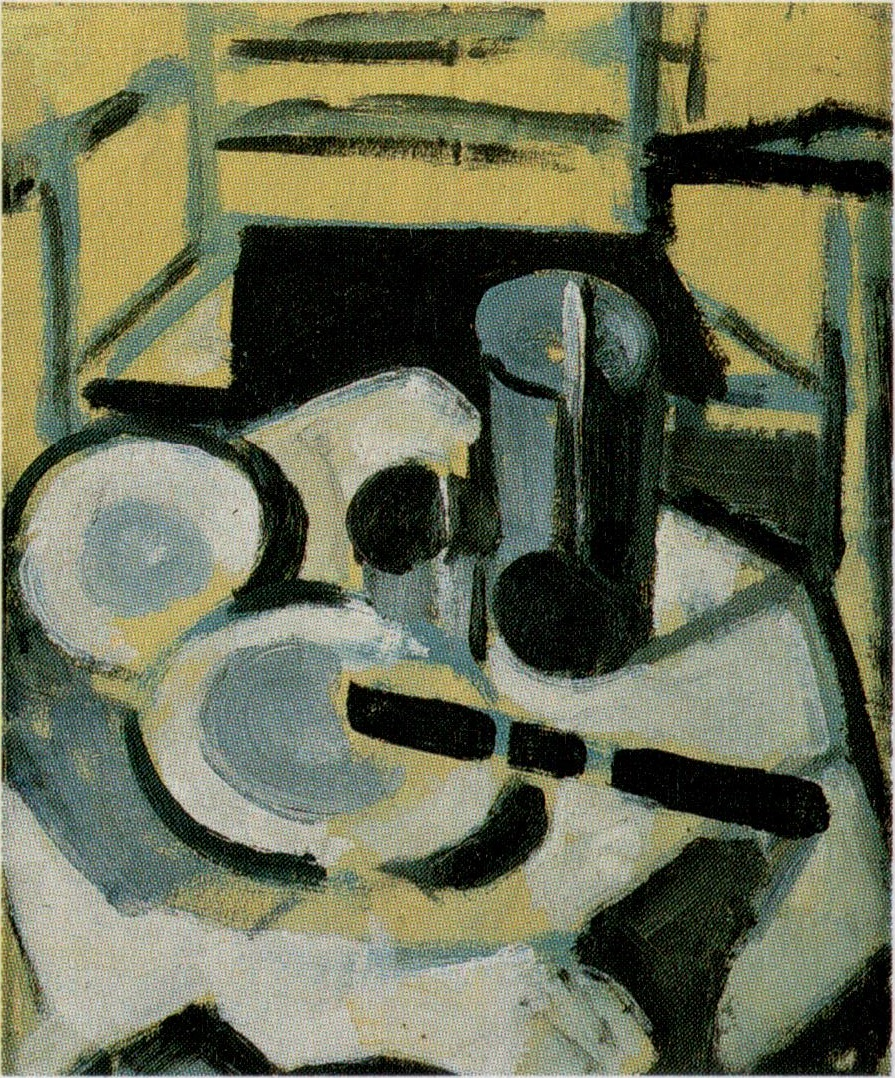
Theo van Doesburg Nature morte (1918)
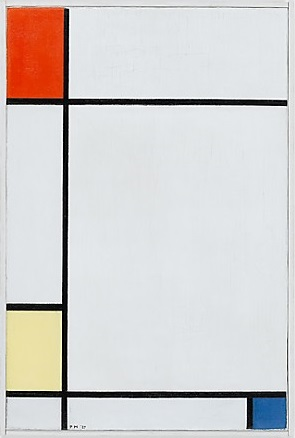
Piet Mondrian Composition no. III avec rouge, jaune et bleu (1927)

## Expositions temporaires
- 1967 : Pablo Picasso

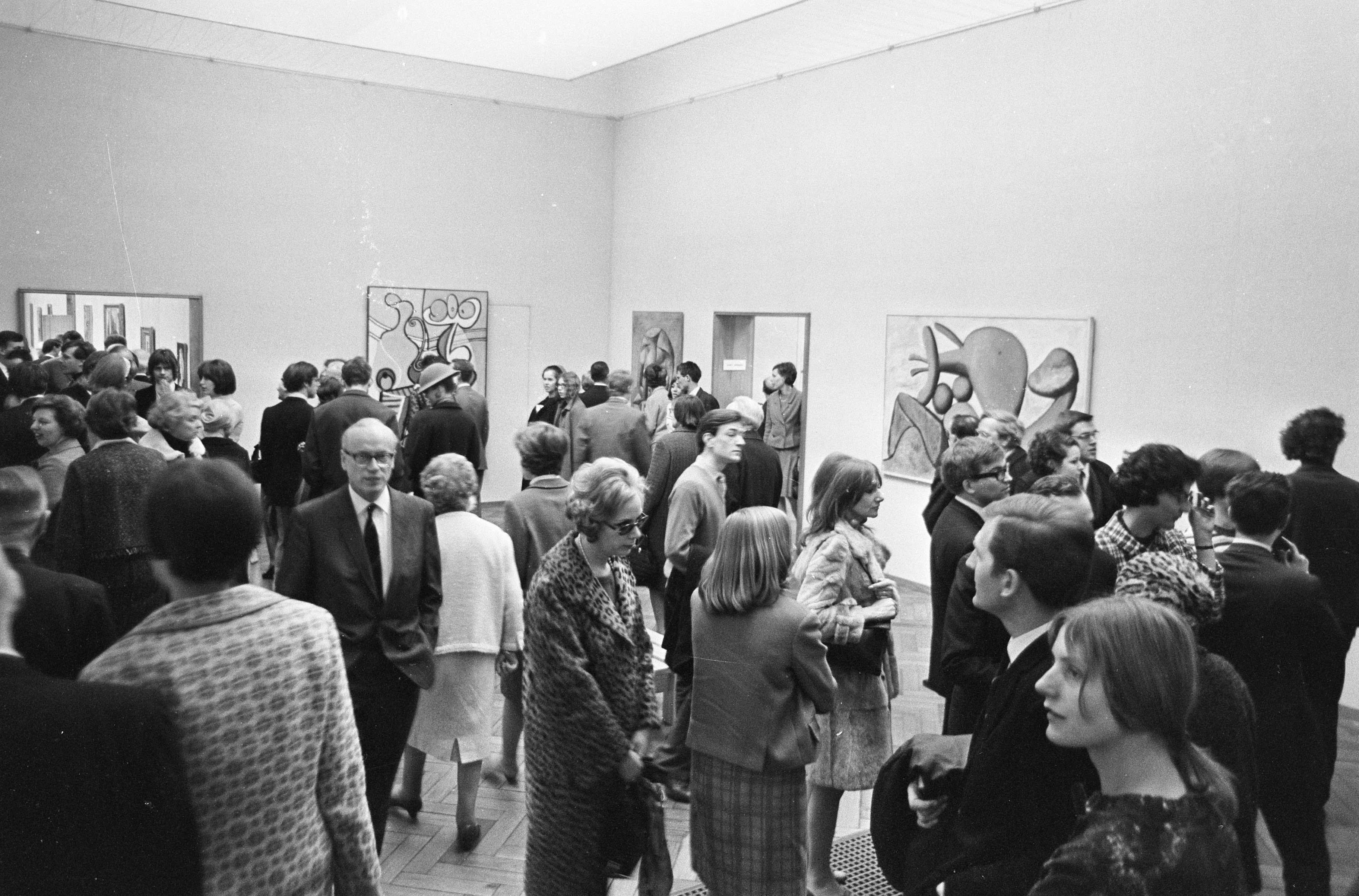
Affluence à l'Exposition Picasso (4 mars 1967).

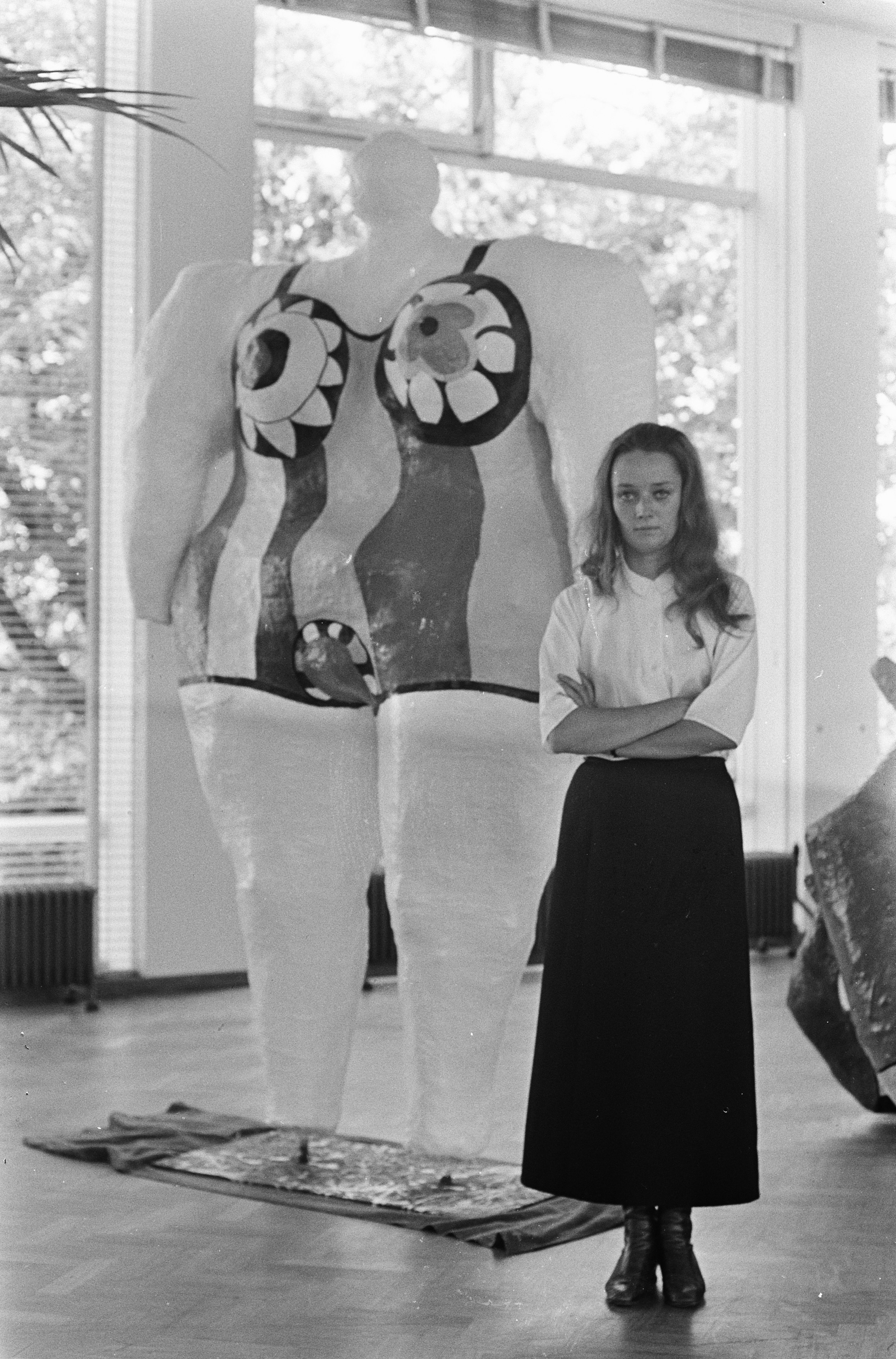
Niki de Saint Phalle, le 23 août 1967, lors de l'installation de sa première exposition muséale, intitulée Les Nanas au pouvoir, au Stedelijk Museum.

- 1967 : Niki de Saint Phalle, Les Nanas au pouvoir
- 1972 : Ger Lataster
- 1995 : August Sander
- 1996 : CoBrA - Imi Knoebel
- 1997 : Markus Lüpertz - Walter Dahn
- 1998 : Bill Viola - Harry Mulisch
- 1999 : Georg Baselitz - David Salle
- 2000 : Kurt Schwitters
- 2001 : Karel Appel
- 2002 : Laurence Aberhart (en) - Franz Ackermann - Bernd et Hilla Becher - Tracey Emin
- 2004 : Rineke Dijkstra
- 2005 : Chris Marker - Vito Acconci
- 2006 : Tino Sehgal
- 2007 : Paul Chan (de) - Andy Warhol
- 2012 : Steve McQueen
- 2014 : Kasimir Malevitch - Marlene Dumas, The Image as Burden
- 2015 : Henri Matisse - Zero: let us explore the stars - Tino Sehgal - Isa Genzken
- 2022 : Anne Imhof - YOUTH